# Maletswai
Maletswai – gmina w Południowej Afryce, w Prowincji Przylądkowej Wschodniej, w dystrykcie Joe Gqabi. Siedzibą administracyjną gminy jest Aliwal North.